# Apoclima haeselbarthi
Apoclima haeselbarthi là một loài tò vò trong họ Ichneumonidae.